# Joseph Randall Tussaud
Pour les articles homonymes, voir Tussaud.
Joseph Randall Tussaud, né en 1831 et mort le 31 août 1892, est un modeleur et sculpteur de marbre britannique.

## Biographie
Né en 1831, Joseph Randall Tussaud est le fils de Francis Tussaud. Il est le dernier élève de Mme Tussaud.
Il étudie à la Royal Academy de Londres et y expose en 1855 et en 1857.
Pendant trente ans il est modeleur à l'exposition de Mme Tussaud. Pendant sa carrière, il reçoit des témoignages de sympathie de la part de l'empereur Nicolas de Russie, de l'empereur Napoléon III et de la princesse Marie de Cambridge.
Il meurt le 31 août 1892.